# Geleen
Geleen (deutsch Glehn, limburgisch Gelaen) ist ein Ort in der niederländischen Provinz Limburg mit etwa 31.485 Einwohnern (Stand: 1. Januar 2024). Die vorher selbständige Stadt schloss sich am 1. Januar 2001 mit der nördlich gelegenen Stadt Sittard und der Gemeinde Born zur neu gegründeten Stadt Sittard-Geleen zusammen, die mit 92.487 fast eine Großstadt ist. Geleen ist nach Sittard der zweitgrößte Ortsteil der Stadt.
Geleen gehört zu den frühesten Siedlungen der Linienbandkeramiker mit einem Erdwerk in der Region.

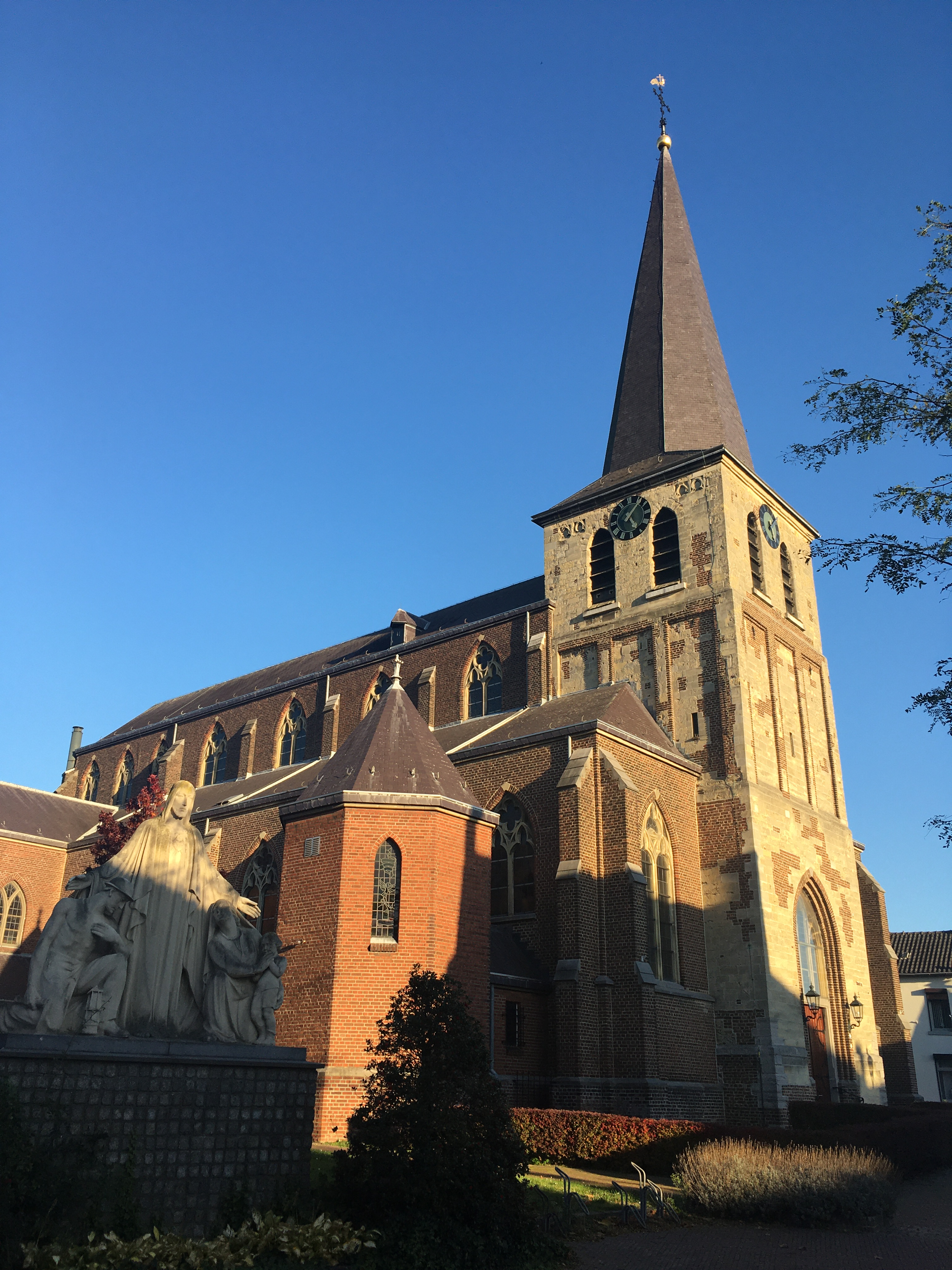
Marcellinus-und-Petrus-Kirche Geleen

## Lage
Geleen liegt im Süden der Niederlande zwischen der Maas, die im Westen die Grenze zu Belgien bildet, und der Grenze zu Deutschland im Osten. Die Koordinaten sind 50°58'10" N und 5°49'37" O und die Postleitzahlen lauten 6160–6167.

## Infrastruktur
Der industriell geprägte Ort (insbesondere die chemische Industrie mit Unternehmen wie beispielsweise DSM ist dominierend) liegt im Schnittpunkt der niederländischen Autobahnen bzw. Europastraßen A2/E 25 und A76/E314.
Maastricht Aachen Airport und die Flughäfen von Eindhoven und Lüttich sind die nächsten Regionalflughäfen – Brüssel National, der Flughafen Köln/Bonn sowie der Flughafen Amsterdam sind internationale Flughäfen.
Geleen hat zwei Regionalbahnhöfe Geleen-Lutterade an der Bahnstrecke Maastricht–Venlo und Geleen Oost an der Bahnstrecke Sittard–Herzogenrath.
| Zugtyp                | Linienverlauf | Frequenz      |
| --------------------- | --- | ------------- |
| Arriva Stoptrein RS12 | Maastricht Randwyck – Maastricht – Bunde – Beek-Elsloo – Geleen-Lutterade – Sittard – Susteren – Echt – Roermond                    | halbstündlich |
| Arriva Stoptrein RS15 | Kerkrade Centrum – Chevremont – Eygelshoven – Landgraaf – Heerlen – Hoensbroek – Nuth – Schinnen – Spaubeek – Geleen Oost – Sittard | halbstündlich |

'

## Politik

### Sitzverteilung im Gemeinderat
Bis zur Auflösung der Gemeinde ergab sich seit 1982 folgende Sitzverteilung:
| Partei                     | Sitze | Sitze | Sitze | Sitze | Sitze |
| Partei                     | 1982  | 1986  | 1990  | 1994  | 1998  |
| -------------------------- | ----- | ----- | ----- | ----- | ----- |
| CDA                        | 10    | 8     | 10    | 8     | 7     |
| GroenLinks                 | —     | —     | 2     | 5     | 5     |
| PvdA                       | 4     | 7     | 6     | 5     | 4     |
| PPR                        | 4     | —     | —     | —     | —     |
| Stadspartij Geleen a       | 8     | 5     | 4     | 3     | 3     |
| Lijst Meewis-Stans         | —     | —     | —     | —     | 2     |
| VVD                        | 1     | 1     | 0     | 1     | 2     |
| Partij Stad Geleen-Sittard | —     | —     | —     | —     | 0     |
| D66                        | 0     | —     | 0     | 1     | 0     |
| Politiek Verbond Gelaen    | —     | —     | —     | 0     | —     |
| Geleens Belang             | 1     | 1     | 1     | —     | —     |
| PSP                        | 1     | 1     | —     | —     | —     |
| Centrumpartij              | —     | 0     | —     | —     | —     |
| Lijst Demois               | —     | 0     | —     | —     | —     |
| Lijst Hilger               | 0     | —     | —     | —     | —     |
| Gesamt                     | 25    | 23    | 23    | 23    | 23    |

## Söhne und Töchter der Stadt
- Henk Steevens (1931–2020), Radrennfahrer
- Jean Nelissen (1936–2010), Sportjournalist
- Pierre Kerkhoffs (1936–2021), Fußballspieler
- Ton Caanen (* 1966), Fußballtrainer
- Myrthe Hilkens (* 1979), Journalistin und Publizistin
- Dominick Muermans (* 1984), Rennfahrer
- Rick Geenen (* 1988), Fußballspieler
- Jasper Adams (* 1989), Handballspieler
- Jorn Smits (* 1992), Handballspieler
- Luca Heutmekers (* 1993), Eishockeyspieler
- Inger Smits (* 1994), Handballspielerin
- Kay Smits (* 1997), Handballspieler
- Sam Schröder (* 1999), Rollstuhltennisspieler